# Karlstads teknikcenter
Karlstads teknikcenter (KTC) en utbildningsanordnare i Karlstad belägen inne på Metsos fabriksområde. Utbildningar som bedrivs är på gymnasienivå och kvalificerad yrkesutbildning, främst med inriktning mot teknik.